# Oberpallen
Oberpallen (Luxemburgs: Uewerpallen) is een plaats in de gemeente Beckerich en het kanton Redange in Luxemburg.
Oberpallen telt 376 inwoners (2001).

## Galerij

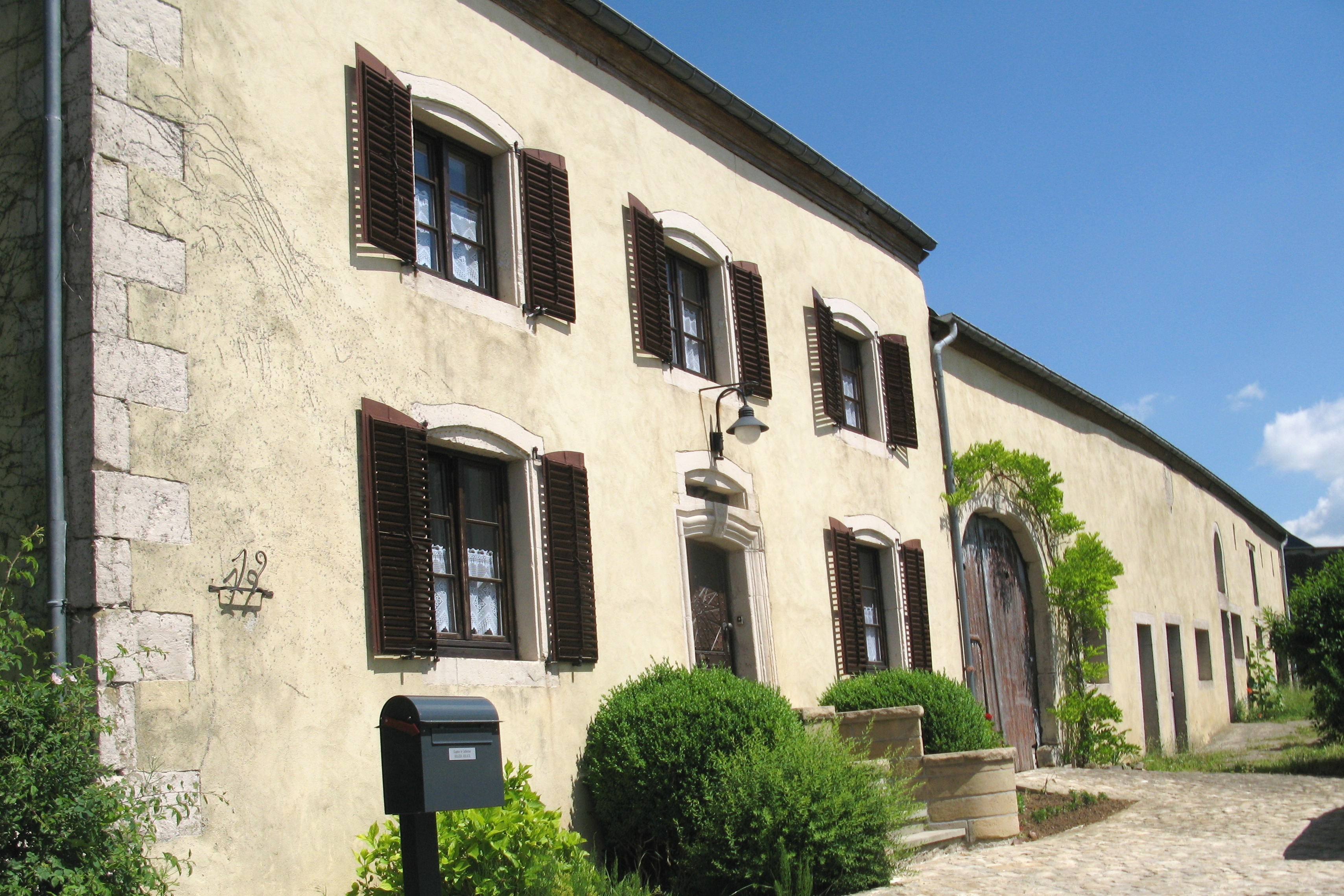
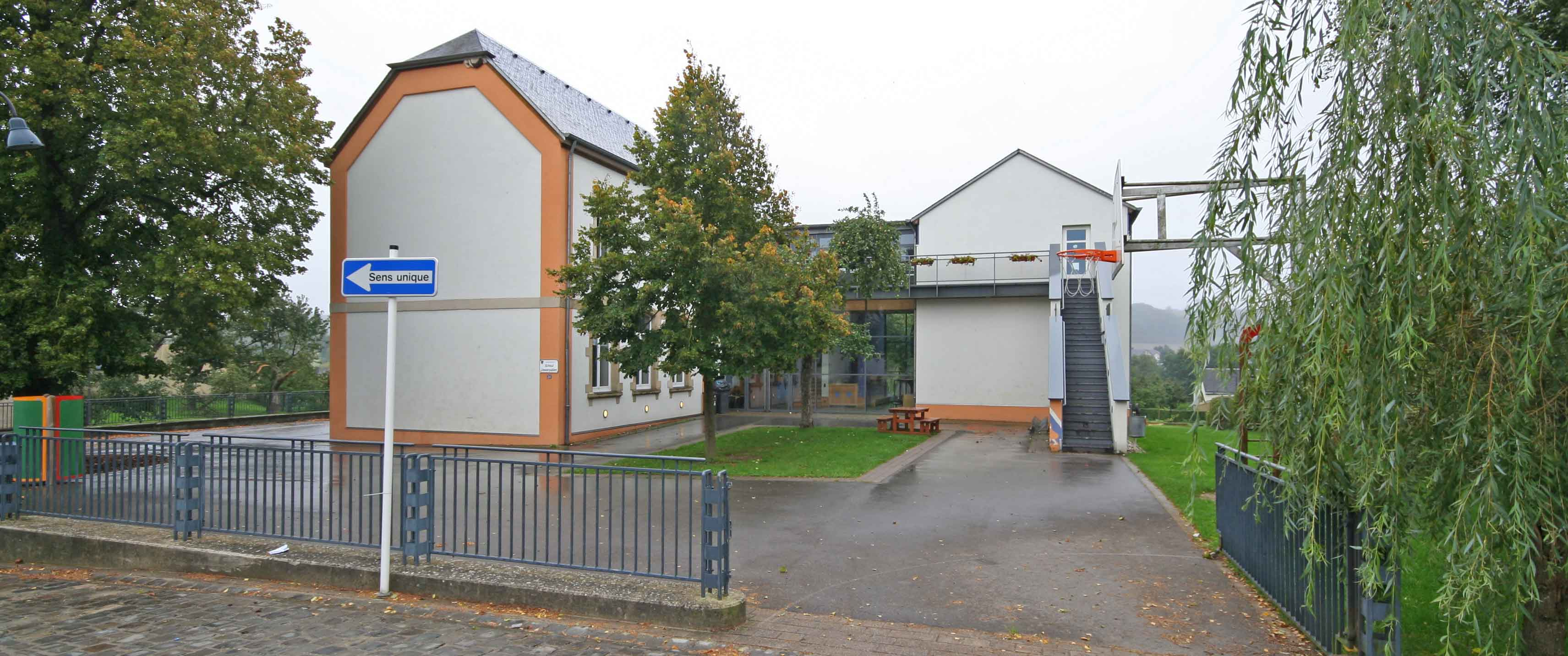
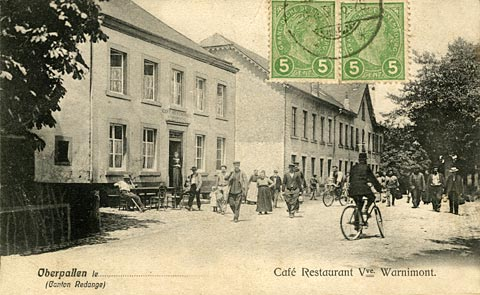
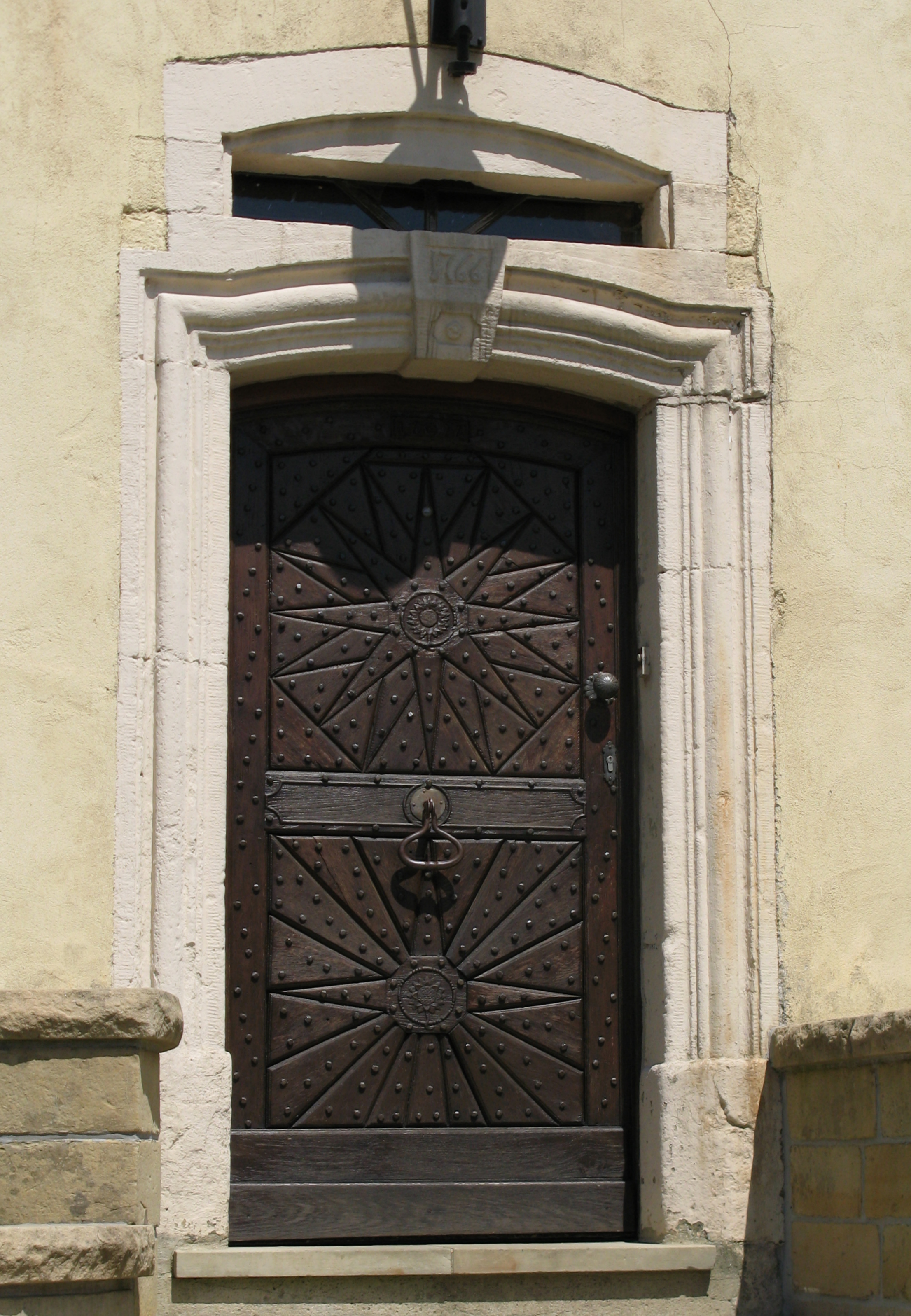
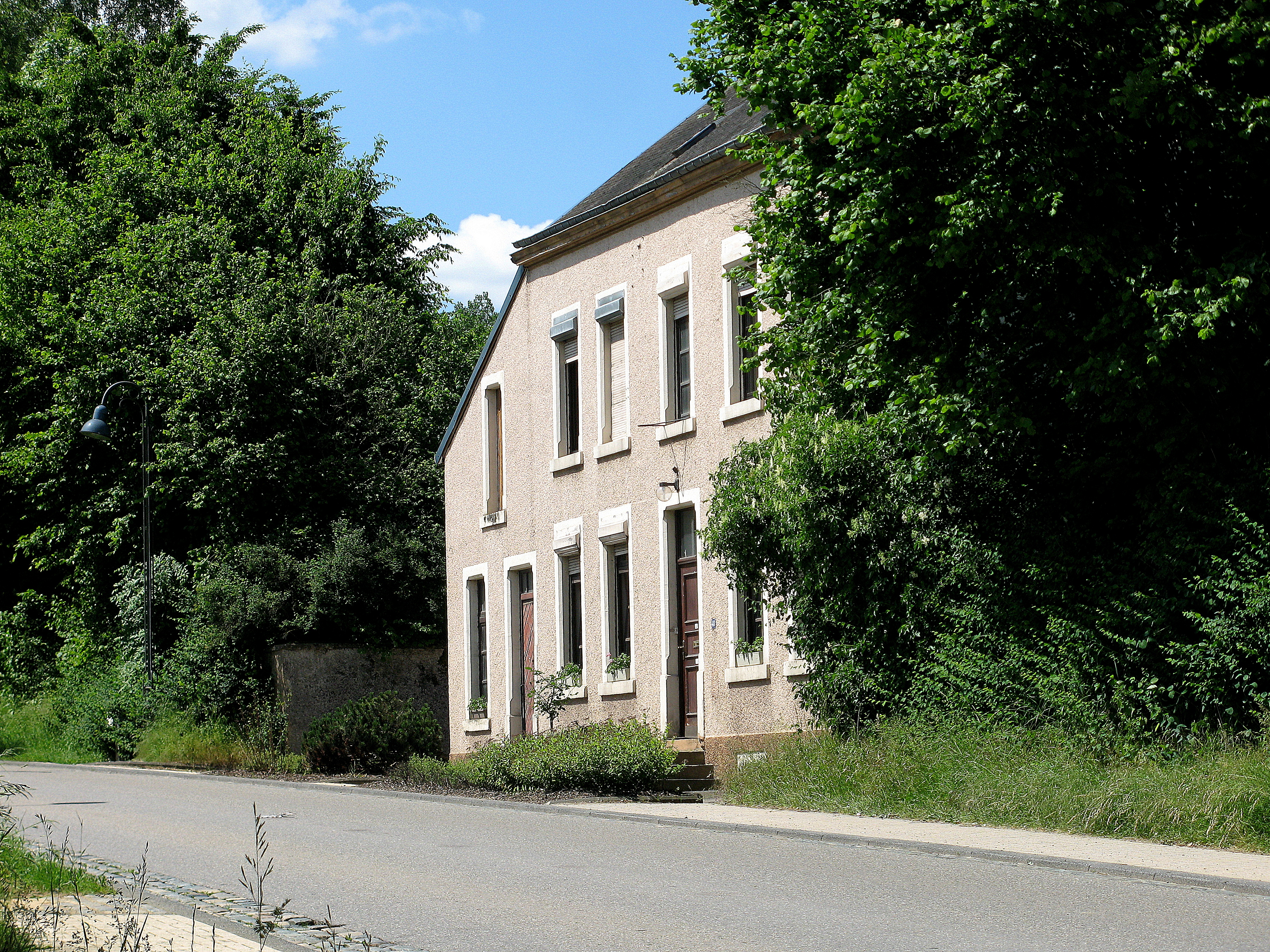